# VfL Waiblingen
Der VfL Waiblingen 1862 (offiziell Verein für Leibesübungen Waiblingen 1862 e. V.) ist ein deutscher Sportverein aus Waiblingen bei Stuttgart. Überregional bekannt ist er durch seine Frauen-Handballmannschaft, die von 1978 bis 1984 in der Handball-Bundesliga spielte.
Der Verein ging aus dem 1862 gegründeten Turnverein Waiblingen hervor und hat heute 3500 Mitglieder in 16 Abteilungen.

## Bekannte Sportler

### Aktuelle
- Svenja Bazlen, Triathletin
- Patrick Rothe, Handballspieler, Co-Trainer des VfL

### Ehemalige
- Alina Kenzel, Leichtathletin, bis 2023 beim VfL
- Ricarda Lisk, Triathletin, beendete ihre Karriere 2017 beim VfL[1]
- Dieter Baumann, Leichtathlet, startete lange Zeit für den VfL
- Nadine Krause, Welthandballerin des Jahres 2006, Handballerin des Jahres in Deutschland 2005, 2006, entstammt dem VfL Waiblingen, bei dem sie bis zu ihrem 17. Lebensjahr spielte.
- Maren Baumbach, Handballspielerin, spielte von 1993 bis 1999 beim VfL
- Silke Meier, Handballspielerin, spielte von 1996 bis 1999 beim VfL
- Maike März, Handballtorhüterin, spielte bis 2001 beim VfL
- Maike Brückmann, Handballspielerin, spielte von 1997 bis 2000 beim VfL
- Marian Dumitru, rumänischer Handballnationalspieler, beendete 2002 beim VfL seine Karriere
- Marc Hafner, Handballspieler, spielte von 2004 bis 2007 beim VfL
- Maik Hammelmann, Handballspieler, spielte ab 2005 für ein halbes Jahr und von 2007 bis 2013 für den VfL, ab 2016 Co-Trainer und Sportlicher Leiter des VfL
- Jürgen Krause, Handballspieler, beim VfL Spieler und Trainer
- Karsten Schäfer, Handballspieler, spielte von 2005 bis 2008 beim VfL
- Jan Větrovec, tschechischer Handballnationalspieler, spielte von 2010 bis 2012 beim VfL, ab 2011 als Spielertrainer
- Valentin Weckerle, Handballspieler, spielte von 2009 bis 2011 und von 2013 bis 2015 für den VfL

## Abteilung Handball
Am 15. März 2014 wurde der aktive Spielbetrieb der Handballabteilung in den VfL Waiblingen Handball e. V. ausgegliedert. Die Abteilung blieb als passive Abteilung bestehen.

### Frauenmannschaft
- Saison 1977/78: Regionalliga, Aufstieg in die Handball-Bundesliga
- Saison 1978/79: Bundesliga, Staffel Süd, 4. Platz
- Saison 1979/80: Bundesliga, Staffel Süd, 2. Platz, Niederlage gegen Bayer Leverkusen im Halbfinale um die deutsche Meisterschaft
- Saison 1980/81: Bundesliga, Staffel Süd, 3. Platz
- Saison 1981/82: Bundesliga, Staffel Süd, 4. Platz
- Saison 1982/83: Bundesliga, Staffel Süd, 8. Platz
- Saison 1983/84: Bundesliga, Staffel Süd, 10. Platz, Abstieg in die damalige Regionalliga

- Saison 1999/2000: Regionalliga Süd, Staffel 1, 2. Platz
- Saison 2000/01: Regionalliga Süd, 6. Platz
- Saison 2001/02: Regionalliga Süd, 8. Platz
- Saison 2002/03: Regionalliga Süd, 1. Platz, Aufstieg in die 2. Bundesliga
- Saison 2003/04: 2. Bundesliga, Staffel Süd, 13. Platz
- Saison 2004/05: 2. Bundesliga, Staffel Süd, 13. Platz, Abstieg in die Regionalliga
- Saison 2005/06: Regionalliga Süd, Vorrunde Staffel Ost 2. Platz, Aufstiegsrunde 2. Platz
- Saison 2006/07: Regionalliga Süd, Vorrunde Staffel West 1. Platz, Aufstiegsrunde 1. Platz, Aufstieg in die 2. Bundesliga
- Saison 2007/08: 2. Bundesliga, Staffel Süd, 10. Platz, Abstieg in die Regionalliga
- Saison 2008/09: Regionalliga Süd, 11. Platz
- Saison 2009/10: Regionalliga Süd, 6. Platz, Qualifikation zur 3. Liga
- Saison 2010/11: 3. Liga Süd, 4. Platz
- Saison 2011/12: 3. Liga Süd, 3. Platz
- Saison 2012/13: 3. Liga Süd, 3. Platz
- Saison 2013/14: 3. Liga Süd, 5. Platz

### Männermannschaft
- Saison 1999/00: Aufsteiger in die Regionalliga Süd
- Saison 2000/01: Regionalliga Süd, 13. Platz
- Saison 2001/02: Regionalliga Süd, 2. Platz
- Saison 2002/03: Regionalliga Süd, 3. Platz
- Saison 2003/04: Regionalliga Süd, 6. Platz
- Saison 2004/05: Regionalliga Süd, 3. Platz
- Saison 2005/06: Regionalliga Süd, 14. Platz (Siebter Staffel Ost, Vierter der Abstiegsrunde)
- Saison 2006/07: Regionalliga Süd, 10. Platz
- Saison 2007/08: Regionalliga Süd, 11. Platz
- Saison 2008/09: Regionalliga Süd, 16. Platz
- Saison 2009/10: Baden-Württemberg-Oberliga, 10. Platz
- Saison 2010/11: Baden-Württemberg-Oberliga, 11. PlatzHandball-Oberliga Baden-Württemberg der Männer 2022/23
- Saison 2022/23: Baden-Württemberg-Oberliga, 2. Platz

### Jugend
1998 wurde die weibliche A-Jugend Deutscher Meister.

## Abteilung Fußball
101 Jahre nach Gründung des „1. Fußball-Verein Waiblingen“ und acht Jahren nach Aufgabe einer eigenen Fußball-Jugendabteilung schließt sich nun wieder der Kreis, denn der „1. Fußball-Verein Waiblingen“ ging über zwei kleinere Zwischenschritte 1937 endgültig in den Verein VfL Waiblingen über. Am 1. März 2011 begann wieder ein Spielbetrieb der Fußball-Jugendabteilung durch Stellung dritter Mannschaften als VfL Waiblingen – Abteilung "Kickers". Bereits nach einer Saison war der Erfolg absehbar, es wurde komplett getrennt und es wird somit in Waiblingen auch wieder der Breitensport im Bereich Fußball bedient. Die Heimspiele werden im Regelfall im vereinseigenen Stadion auf Rasen oder auf den städtischen Kunstrasen des Oberen Rings ausgeführt.

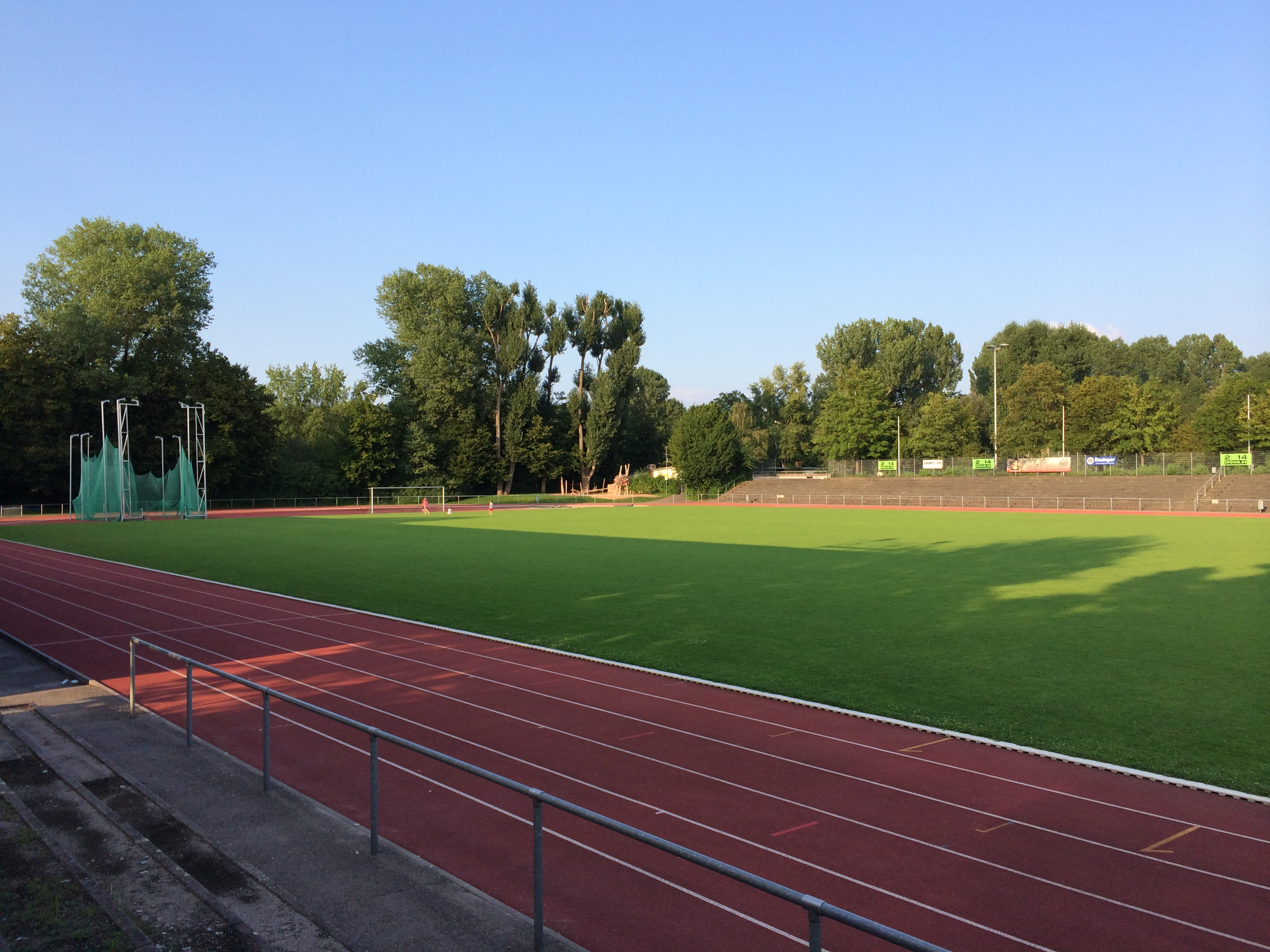
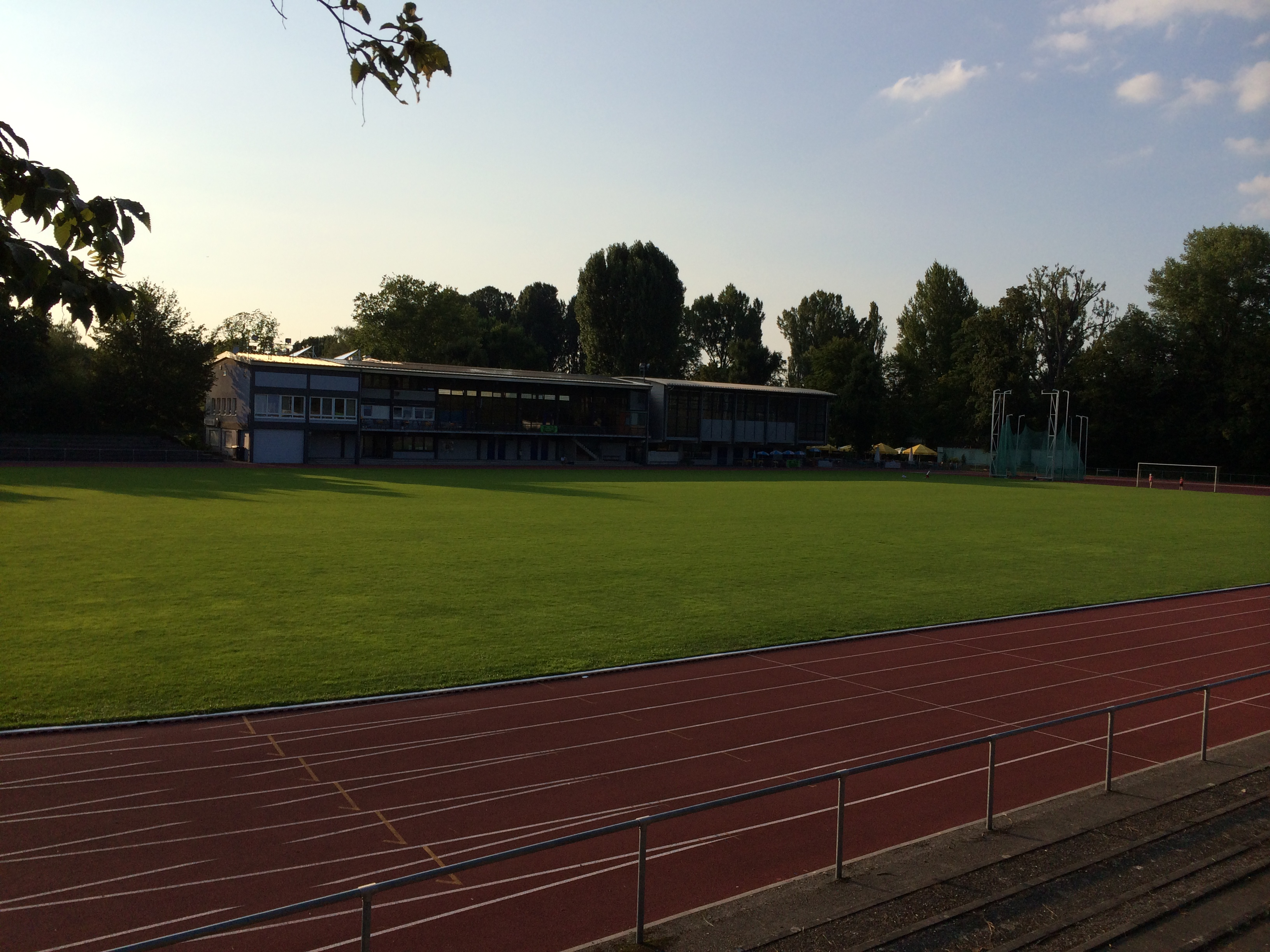
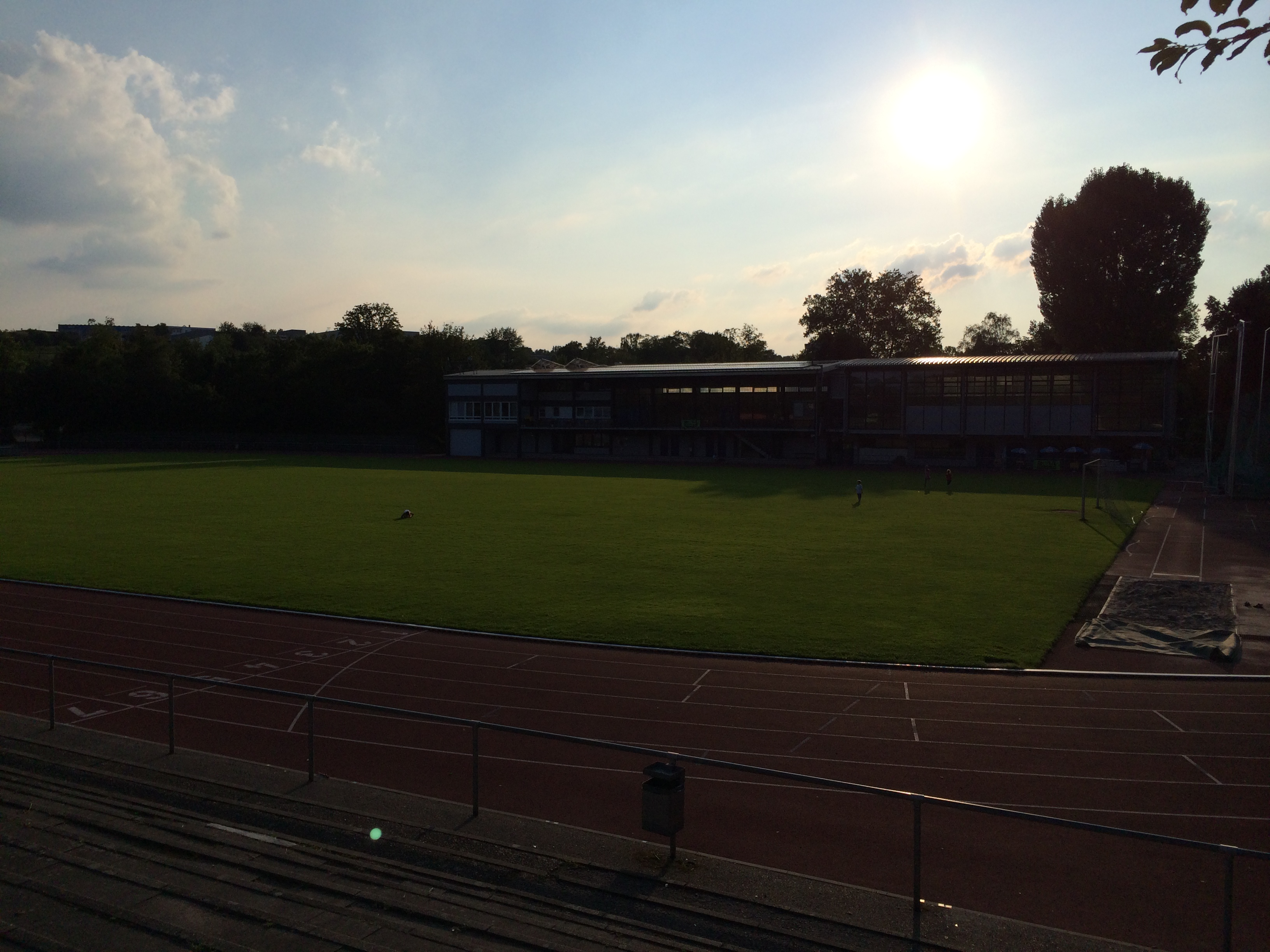
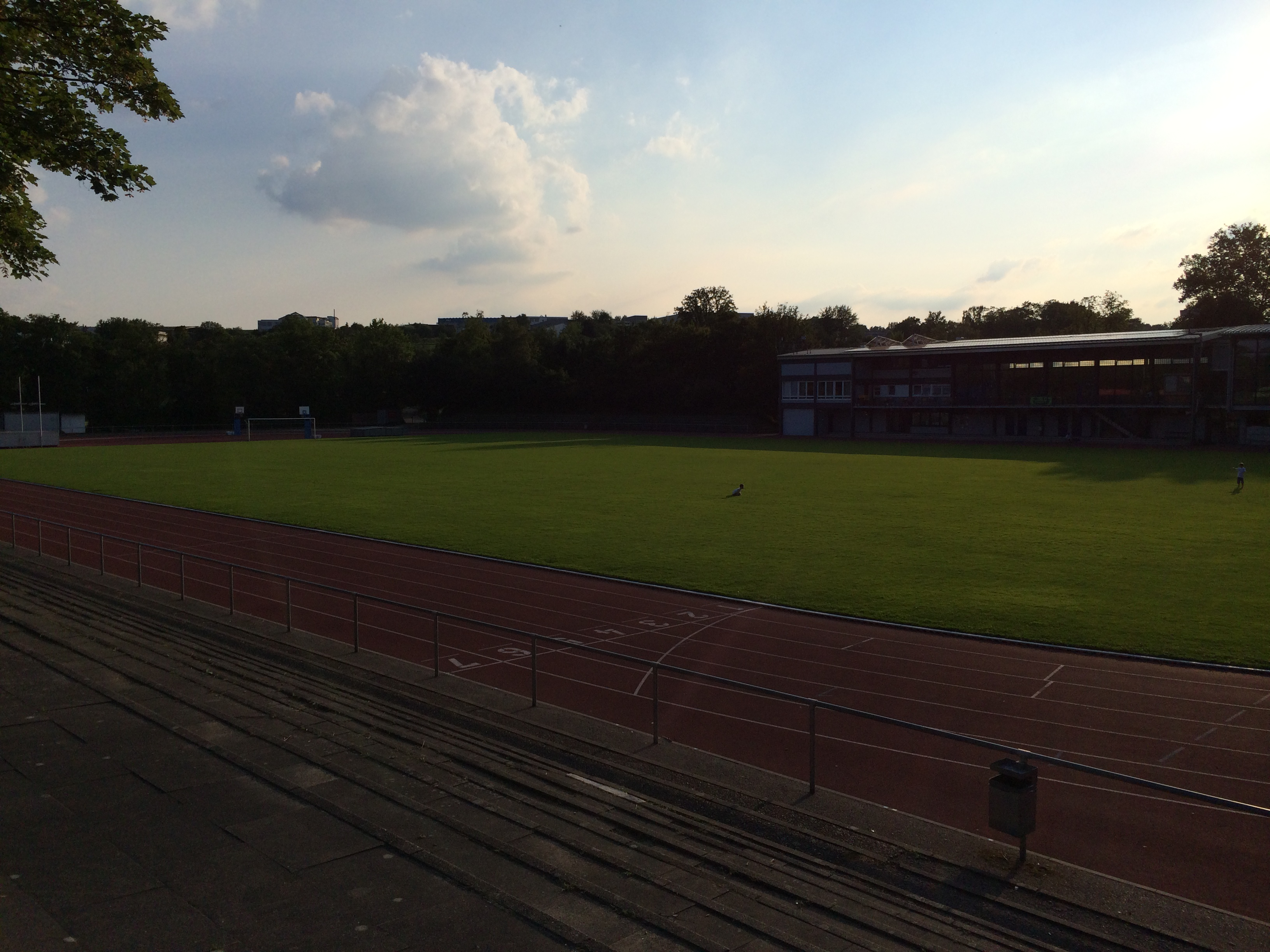
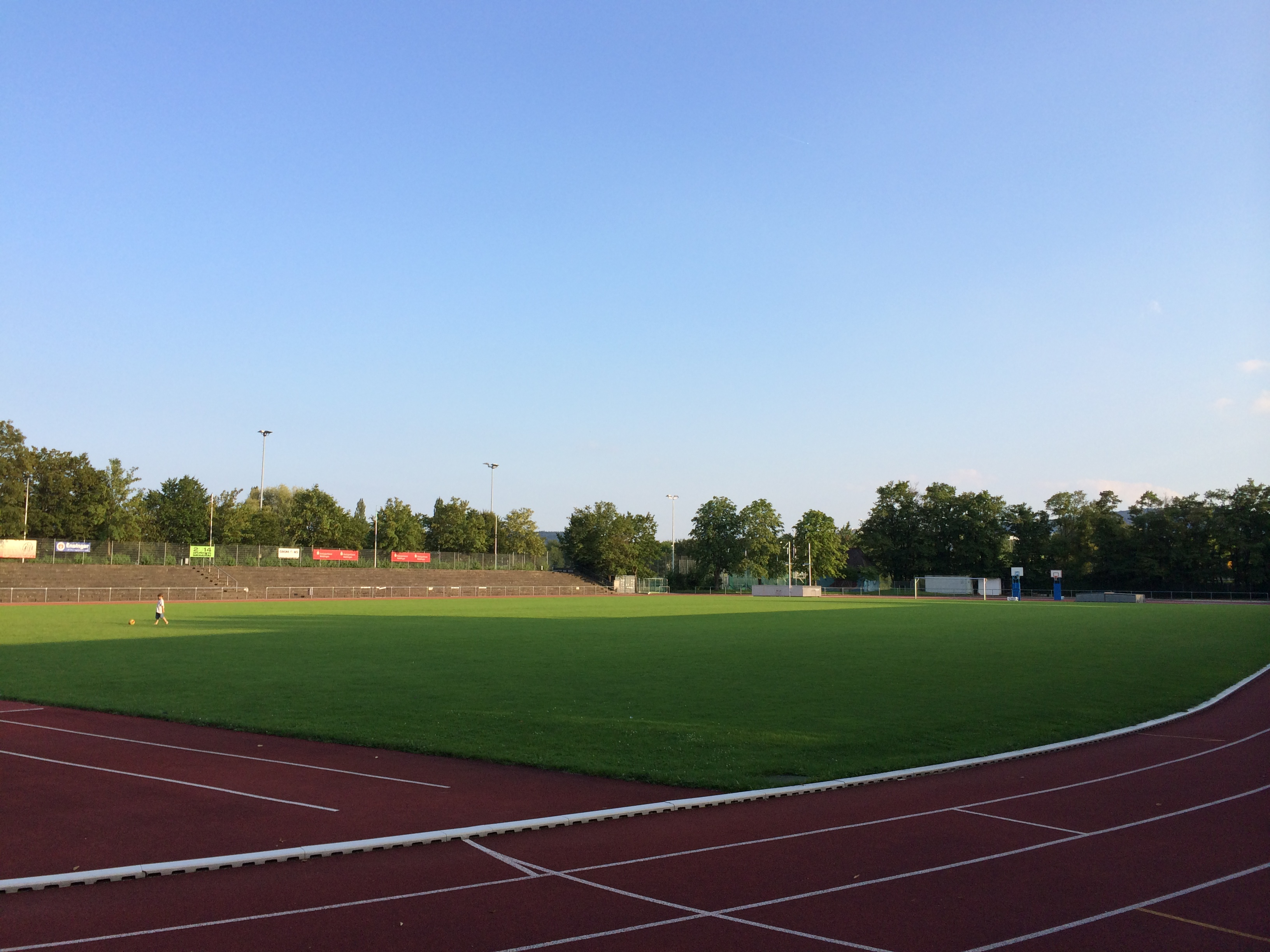
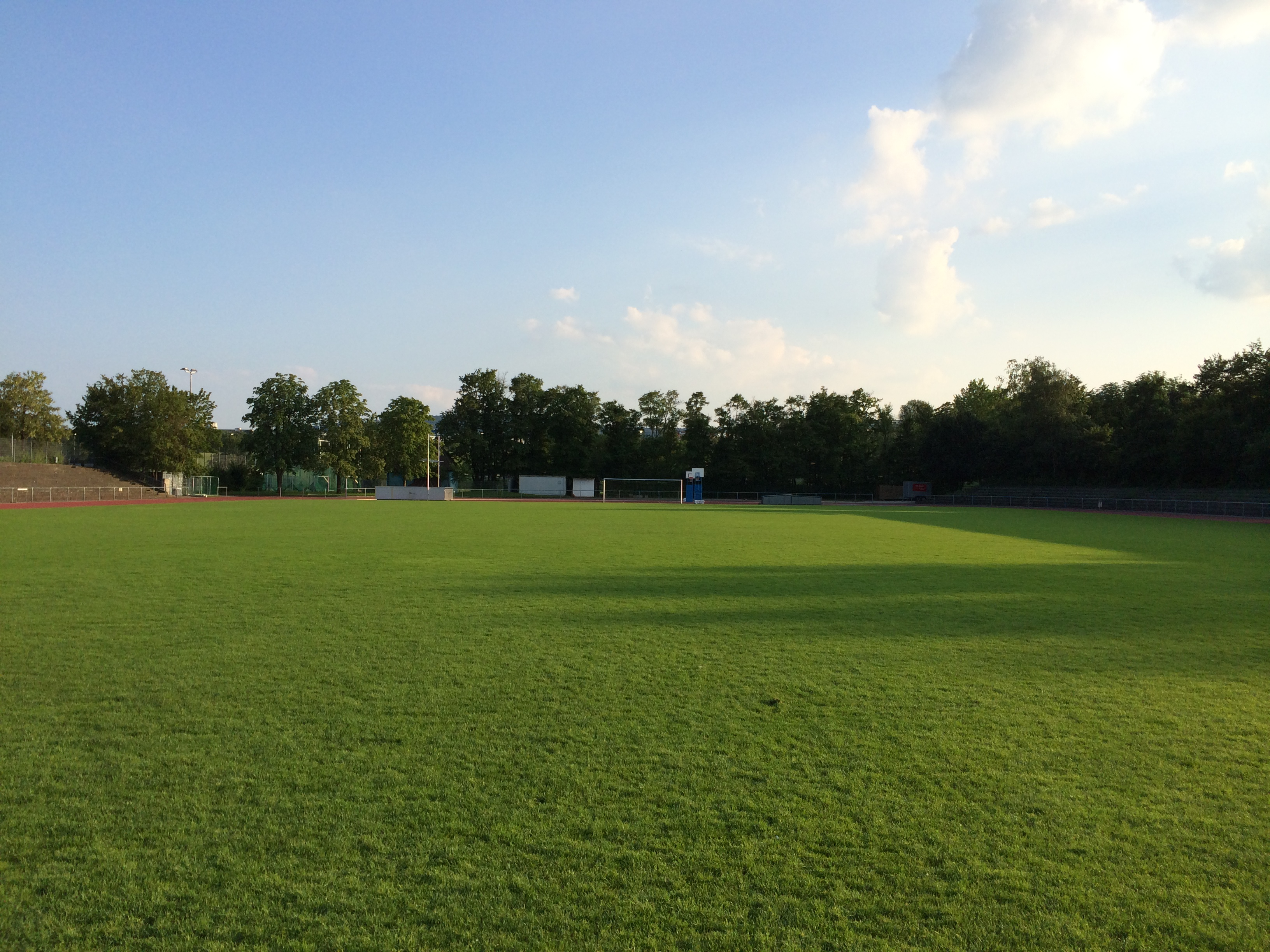
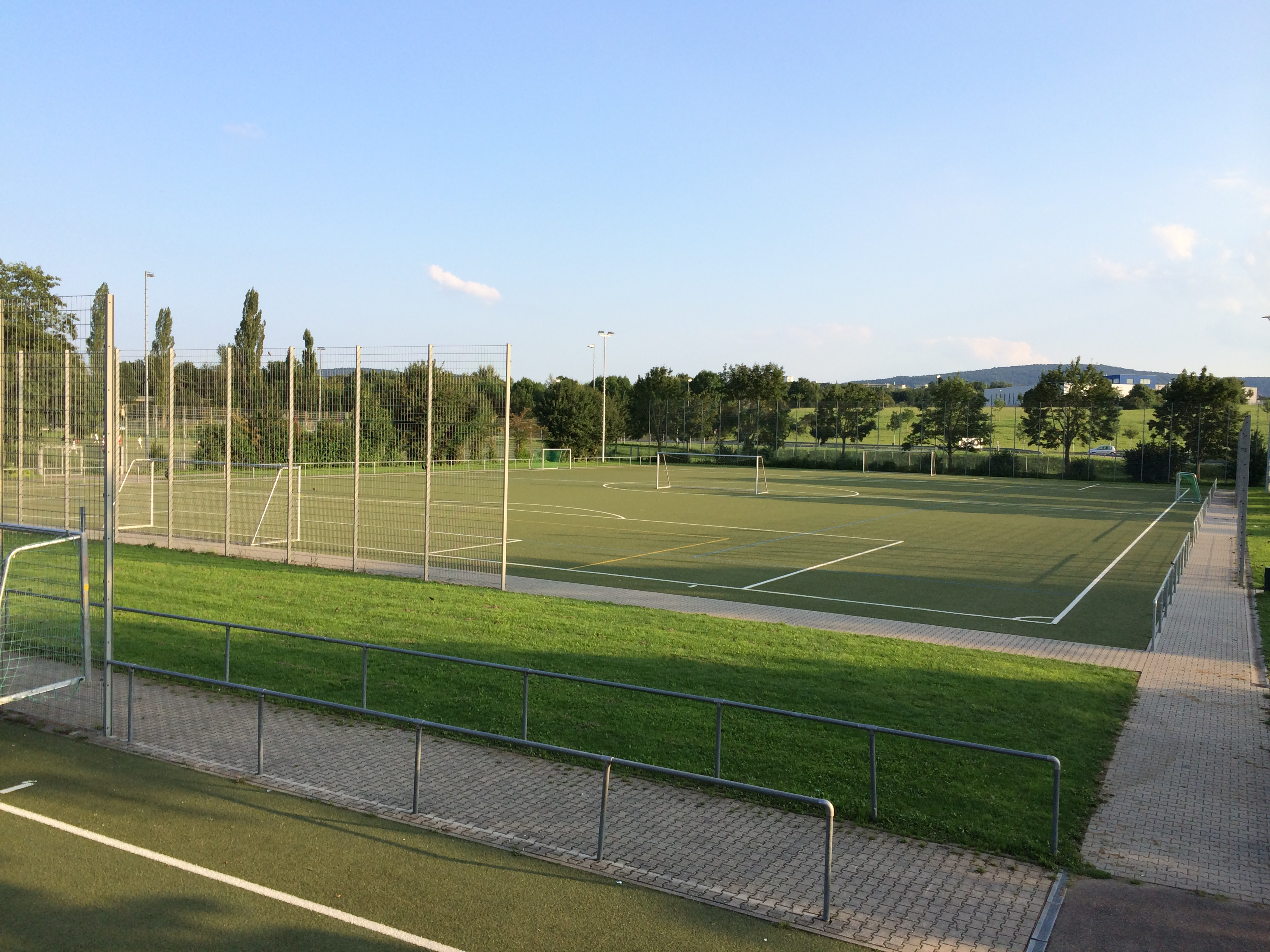
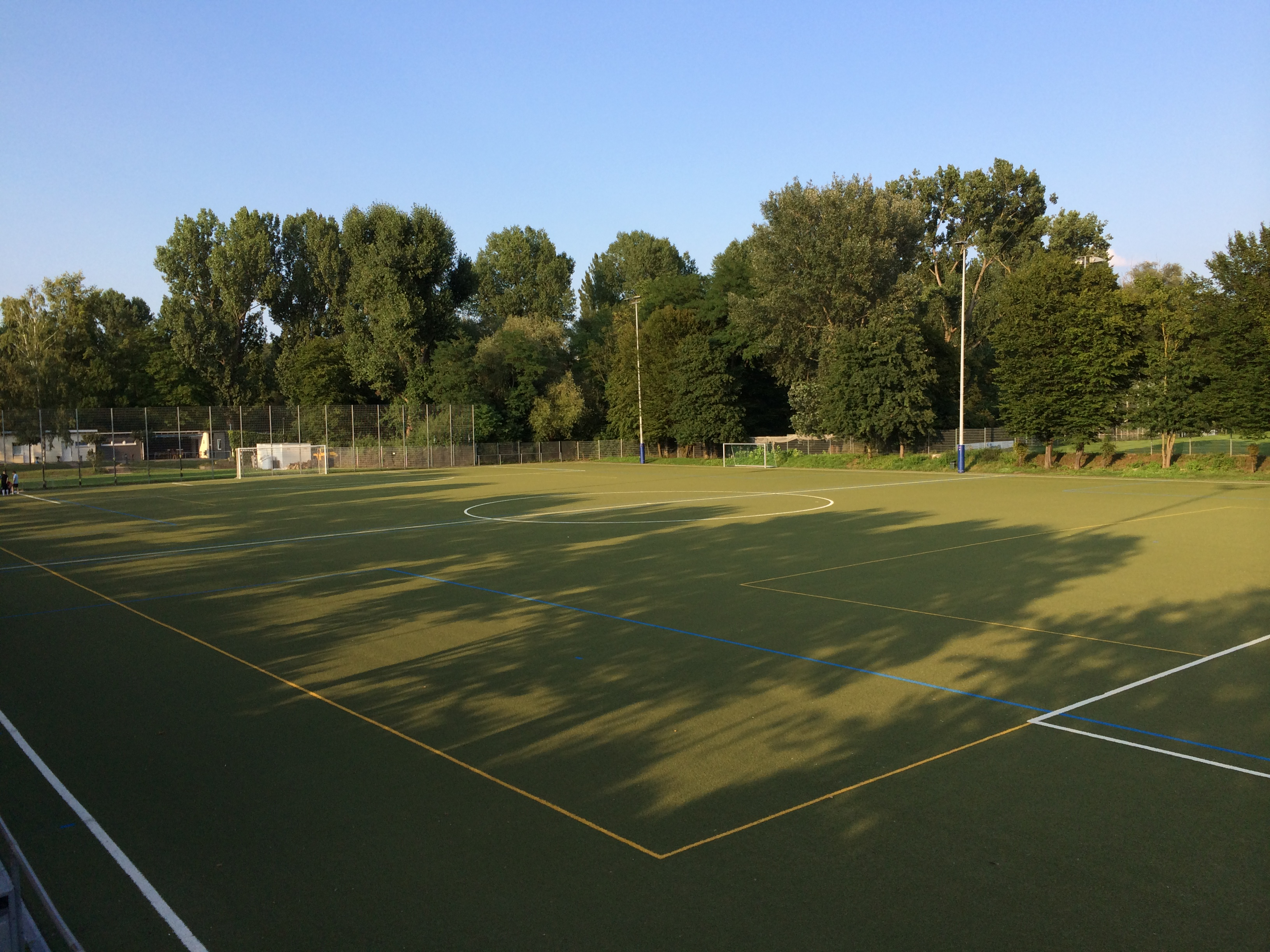